# Danh sách chương truyện Tokyo Ghoul

Trang bìa tập 1 Tokyo Ghoul

Tokyo Ghoul, cùng với phần tiếp theo Tokyo Ghoul: re và tiền truyện Tokyo Ghoul: Jack là loạt manga dài tập được Sui Ishida sáng tác và minh họa nôi dung. Các tập tiểu thuyết vừa ăn theo manga do Shin Towada sáng tác và minh họa bởi tác giả truyện gốc Sui Ishida. Tokyo Ghoul kể về nhân vật chính Ken Kaneki cùng những người bạn của anh và CCG.
Manga Tokyo Ghoul đã được hoàn thành và gồm tất cả 14 tập tankōbon được xuất bản từ 17, tháng 02, năm 2012 tới 20, tháng 08, năm 2014. Phiên bản Tiếng Anh của truyện bắt đầu được phát hành từ ngày 18, tháng 06, năm 2015. Tokyo Ghoul cũng được dịch sang tiếng Đức và Pháp, lần lượt bởi nhà xuất bản Kazé Manga và Glénat. Tokyo Ghoul: re, phần tiếp của Tokyo Ghoul, hiện đang được đăng hàng tuần vào mỗi thứ Năm trên tạp chí Weekly Young Jump và đã được xuất bản thành 3 tập tankōbon cho tới 19 tháng 06 năm 2015.

## Tokyo Ghoul
Lưu ý: Tên arc/ mỗi tập là không chính thức.
| - 001. Bi kịch (悲劇 Higeki, Tragedy) - 002. Kỳ quái (異変 Ihen, Oddity) - 003. Tồi tệ (最悪 Saiaku, Worst) - 004. Cà phê (珈琲 Kōhī, Coffee) - 005. Địa bàn săn (喰場 Jikiba, Feeding Ground) | - 006. Đưa lối (帰巣 Kisō, Homing) - 007. Lừa dối (欺罔 Gimō, Deception) - 008. Kagune (赫子 Kagune) - 009. Nảy nở (孵化 Fuka, Hatch) |

| - 010. Đồ cổ (骨董 Kottō, Antique) - 011. Mặt nạ (仮面 Kamen, Mask) - 012. Nhiệm vụ (任務 Ninmu, Mission) - 013. Bồ câu trắng (白鳩 Shirahato, White Dove) - 014. Tắm mưa (驟雨 Shūu, Rain Shower) | - 015. Mẹ và con gái (母娘 Oyako, Mother and Daughter) - 016. Kìm chế (幽囚 Yūshū, Confinement) - 017. Mặt nạ Thỏ (兎面 Usagi-men, Rabbit Mask) - 018. Tàn bạo (未開 Mikai, Savage) - 019. Hầm ngầm (地下 Chika, Underground) |

| - 020. Cổng trắng (白門 Shiromon, White Gate) - 021. Đau đớn (哀悼 Aitō, Sorrow) - 022. Tờ báo (新聞 Shimbun, Newspaper) - 023. Biến mất (失踪 Shissō, Disappearance) - 024. Lưỡi dao ẩn (隠刃 Komo ha, Hidden Blade) | - 025. Tỉnh ngộ (開眼 Kaigan, Enlightenment) - 026. Phản đối (対者 Taisha, Opponent) - 027. Ba người (三人 San'nin, Three People) - 028. Vòng tròn (円環 Enkan, Circle) - 029. Mado (真戸 Mado) |

| - 030. Vị đắng (苦味 Nigami, Bitter Taste) - 031. Yoriko (依子 Yoriko) - 032. Món ăn sành (美食 Bishoku, Gourmet Food) - 033. Xu nịnh (甘言 Kangen, Flattery) - 034. Giai đoạn (滑台 Namera-dai, Slide) | - 035. Độc chiến (孤闘 Kogun, Lone Battle) - 036. Bước đầu thỏa hiệp (下拵 Shitagoshita, Preliminary Arrangements) - 037. Bữa tối (晩餐 Bansan, Dinner) - 038. Triệt hạ (解体 Kaitai, Dismantling) - 039. Bữa tiệc (饗宴 Kyōen, Feast) |

| - 040. Lời mời (招待 Shōtai, Invitation) - 041. Ánh trăng (月光 Gekkō, Moonlight) - 042. Nạo bỏ (掻爬 Sōha, Curettage) - 043. Vết sẹo (残痕 Zankon, Scar) - 044. Nhập thể (受肉 Juniku, Incarnation) | - 045. Cánh đen (黒羽 Kurohane, Black Wing) - 046. Ngọn đuốc (灯火 Tomoshibi, Torch) - 046,5. Ngoại truyện: Rize (リゼ) - 047. Bí danh (偽名 Gimei, Alias) - 048. Xương tai (耳骨 Mimi-kotsu, Ear Bone) |

| - 049. Chim trong lồng (籠鳥 Rōchō, Caged Bird) - 050. Banjou (万丈 Banjō) - 051. Mệnh lệnh (勅令 Chokurei, Edict) - 052. Vơ vét (強奪 Gōdatsu, Plunder) - 053. Diễn thuyết (講義 Kōgi, Lecture) | - 054. Aogiri (青桐 Aogiri) - 055. Kế hoạch (画策 Kakusaku, Plan) - 056. Quằn quại (蠢動 Shundō, Squirming) - 057. Tẩu thoát (逃奔 Tōhon, Escape) - 058. Nụ cười méo mó (歪笑 Hizumi emi, Warped Smile) |

| - 059. Đóng lại (休業 Kyūgyō, Closed) - 060. Hưng phấn (衝天 Shōten, In High Spirits) - 061. Tia sáng mờ (微光 Bikō, Faint Light) - 062. Kaneki (金木 Kaneki) - 063. Con quỷ (喰種 Kushu, Ghoul) | - 064. Một nỗi phiền muộn (邪魔 Jama, A Bother) - 065. Kakuja (赫者 Kakuja) - 066. Tùng xẻo (摘出 Tekishutsu, Excision) - 067. Đổ lỗi (阿責 Kuma seme, Blame) - 068. Bất ngờ chạm trán (邂逅 Kaigō, Chance Meeting) |

| - 069. Ngày ấy (過日 Kajitsu, That Day) - 070. Chị và em (姉弟 Kyōdai, Sister and Brother) - 071. Hai con người (二人 Futari, Two People) - 072. Chia lối (半端 Hanpa, Halfway) - 073. Tia lửa (火花 Hibana, Spark) - 074. Kiên trì (不屈 Fukutsu, Persistence) | - 075. Bí mật (秘密 Himitsu, Secret) - 076. Dẫn đường (狼煙 Noroshi, Beacon) - 077. Tòa nhà số 7 (七棟 Nana-mune, Building 7) - 078. Chệch hướng (陽動 Yōdō, Diversion) - 079. Tia sáng mới (新光 Shinkō, New Light) |

| - 080. Xúc tiến (昇任 Shōnin, Promotion) - 081. Hạ cấp (部下 Buka, Subordinate) - 082. Kẻ khôn ngoan (識者 Shikisha, Intelligent Person) - 083. Linh mục (神父 Shinpu, Priest) - 084. Trôi nổi (浮上 Fujō, Emerging) | - 085. Độc nhãn (隻眼 Sekigan, One Eye) - 086. Khách thăm (来客 Raikyaku, Visitor) - 087. Đồn thổi (噂話 Uwasabanashi, Gossip) - 088. Bất an (剣呑 Ken'non, Insecure) - 089. Mánh lừa (奸計 Kankei, Trick) |

| - 090. Đeo đuổi (追駆 Okkake, Pursuit) - 091. Kiên quyết (剛毅 Gōki, Fortitude) - 092. Quý bà (淑女 Shukujo, Lady) - 093. Mồi nhử (好餌 Kōji, Bait) - 094. Trái tim (胸中 Kyōchū, One's Heart) - 095. Trú chân (寓居 Gūkyo, Temporary Abode) | - 096. Kẻ đột nhập (潜行 Senkō, Infiltration) - 097. Trăng tàn (下弦 Kagen, Waning Moon) - 098. Những tầng sâu (深層 Shinsō, Depths) - 099. Vô danh (未知 Michi, The Unknown) - 100. Rết (百足 Mukade, Centipede) |

| - 101. Lai tạo (混成 Konsei, Mix Up) - 102. Trắng và đen (白黒 Shirokuro, Black and White) - 103. Gai sắc (刺剃 Sasori, Thorn Shave) - 104. Hơi ga (瓦斯 Gasu, Gas) - 105. Chính mình (僕私 Boku Watashi, Private Servant) - 106. Đại xá (大赦 Taisha, Amnesty) | - 107. Nước mắt (裂目 Sakeme, Tear) - 108. Nhân tạo (人工 Jinkō, Artificial) - 109. Kẻ bị treo cổ (吊人 Tsurushibito, Hanged-Man) - 110. Căm ghét (帰来 Kirai, Hatred) - 111. Đấu tranh tư tưởng (線路 Senro, Railway) |

| - 112. Ánh sáng vụt tắt (消灯 Shōtō, Lights Out) - 113. Sải cánh (氾羽 Hanpa, Spreading Wings) - 114. Liên kết (絡身 Karami, Entwined) - 115. Phá sập (破崩 Hahō, Broken and Crumbling) - 116. Chạm trán lần hai (再逢 Saihō, Second Meeting) | - 117. Đồng khô (乾田 Kanden, Dry Rice Field) - 118. Bẻ khóa (解錠 Kaijō, Unlocking) - 119. Ẩn sĩ già (旧九 Kyū kyū, Old Nine) - 120. Lan truyền (透過 Tōka, Penetration) - 121. Mắt đen (正鵠 Seikoku, Bull's eye) |

| - 122. Chuông vàng (黄鈴 Kirin, Yellow Bell) - 123. Tiền sảnh (銃後 Jūgo, Homefront) - 124. Lối ăn nói (口前 Kuchimae, Ways of Talk) - 125. Vỡ mộng (壊天 Kaiten, Shattered Heaven) - 126. Nguyên tội (原罪 Genzai, Original Sin) - 127. Duyên định (堅縁 Ken'en, Strict Border) | - 128. Vọng phố (街望 Machi Nozomu, Street Wish) - 129. Vở kịch (芸劇 Geigeki, Theather) - 130. Thắng chắc (勝執 Shōshitsu, Winning Grasp) - 131. Cải vấn (改問 Kaimon, Reform Question) - 132. Khai hội (祭開 Saikai, Festival Open) |

| - 133. Nghiền nát khối liên minh (塊砕 Kaisai, Crushing Mass) - 134. Bi kịch ập xuống (倒惨 Tōsan, Falling Tragedy) - 135. Trận mưa cuối (終雨 Shūu, Final Rain) - 136. Cú (伏牢 Fukurō, Concealed Prison) - 137. Tràn hoa (溢花 Itsuka, Overflowing Flowers) - 138. Xác rữa (屍爛 Shiran, Corpse Bloom) | - 139. Hoảng loạn (畏錯 Isaku, Gracious Disorder) - 140. Thất thanh (切声 Sessei, Severed Voice) - 141. Dấu trẻ (痕児 Ato-ji, Marked Child) - 142. Diễn tiệc (宴戯 Engi, Drama Banquet) - 143. Ken (研 Ken) |

### Chương truyện không được tập hợp trongtankōbon
Những chương phụ đã được phát hành trước hoặc trong khi manga này được sáng tác thành serie dài tập, nhưng vẫn chưa được biên soạn trong tập tankōbon.
- One-shot Tokyo Ghoul (phát hành ngày 15, tháng 03, năm 2011. Tình trạng: one-shot (chương truyện lẻ độc lập) của Tokyo Ghoul, được ra mắt trên tạp chí Miracle Jump, số 02 năm 2011.).[26]

## Ngoại truyện

### Tokyo Ghoul [JACK]

Trang bìa Tokyo Ghoul [JACK]

Tiền truyện của Tokyo Ghoulđược đăng trực tiếp trên Jump Live.
| # | Ngày phát hành Tiếng Nhật | ISBN Tiếng Nhật |
| - | ------------------------- | --------------- |
| 1 | 18, tháng 10 năm 2013     | —               |

### Tokyo Ghoul [zakki]

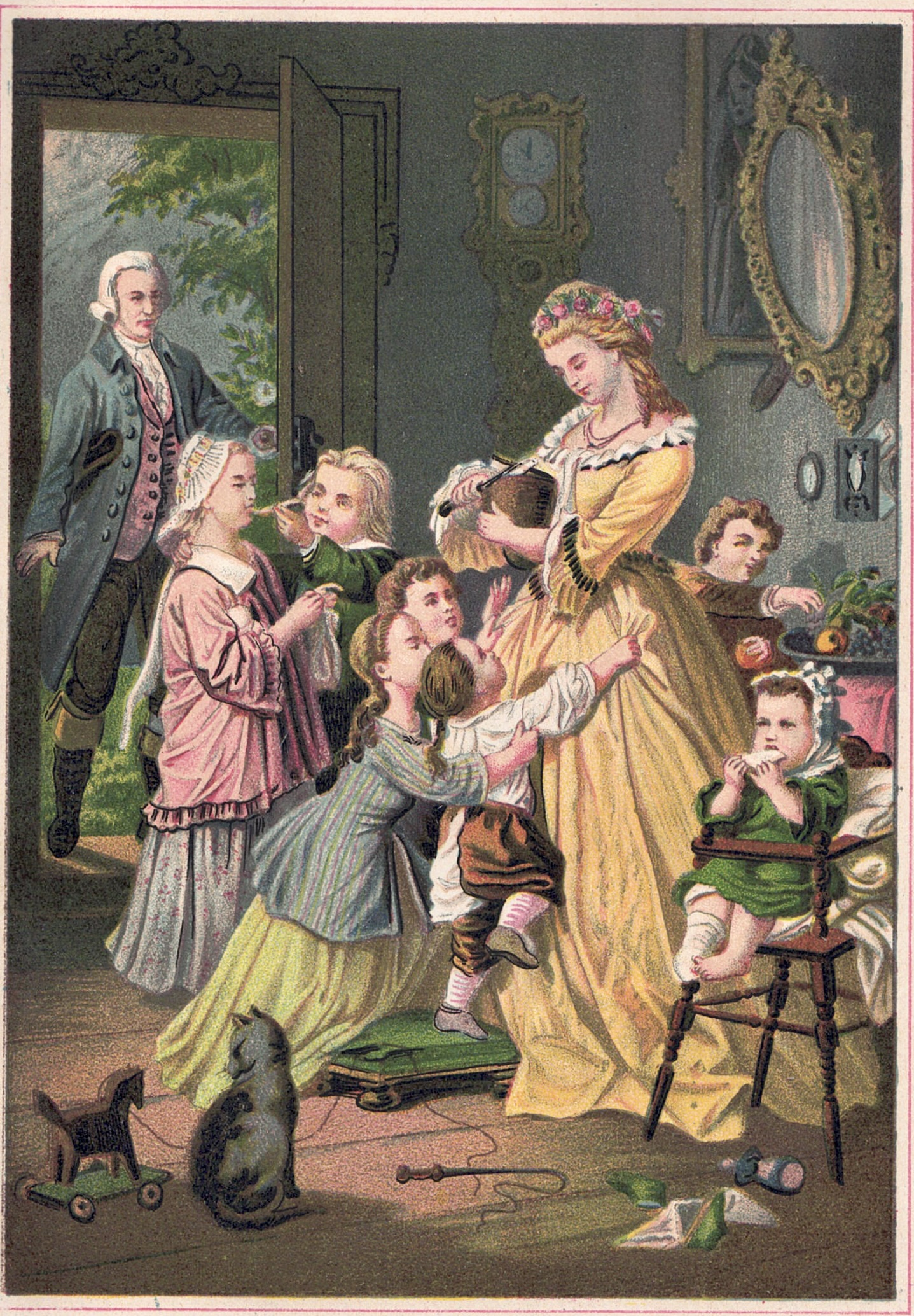
Trang bìa Tokyo Ghoul [zakki]

Tuyển tập hình minh họa cho Tokyo Ghoul, gồm tất cả các bản vẽ, hình bìa Tokyo Ghoul tankōbon.
| # | Ngày phát hành Tiếng Nhật | ISBN Tiếng Nhật   |
| - | ------------------------- | ----------------- |
| 1 | 17, tháng 10 năm 2014     | 978-4-08-890068-1 |

## Light novel
Tất cả các tập tiểu thuyết vừa do Shin Towada sáng tác và minh họa bìa bởi Sui Ishida đã phát hành.
| - 001. Kinh Thánh (聖書 Seisho, Bible) - 002. Hộp cơm trưa (弁当 Bentō, Bento) - 003. Bức ảnh (写真 Shashin, Photography) | - 004. Tới Tokyo (上京 Jōkyō, To the Capital) - 005. Dấu trang (枝折 Shiori, Bookmark) - 006. Yoshida (吉田 Yoshida) |

| - 001. Sương nhiệt (陽炎 Kagerō) - 002. Thêu dệt (刺繍 Shishū, Embroidery) - 003. Những bức hình (撮影 Satsuei, Pictures) | - 004. Cái tên bi thương (傷名 Kizu-mei, Injury Name) - 005. Misato (美郷 Misato) |

| - 001. Dị tộc (異族 I-zoku) - 002. Cô độc (孤読 Kodoku, Lone Reading) - 003. Nhạ giả (惹者 Zasha) | - 004. Mudaguchi (徒口 Mudaguchi) - 005. Đồng màu ( 似色, Ni-iro) - 006. Vượn tinh (魔猿 Maen) |